# Un perdedor amb sort
Un perdedor amb sort (títol original:  Loser) és una pel·lícula estatunidenca d'Amy Heckerling estrenada el 2000. Ha estat doblada al català.

## Argument
És la història de Paul Tannek, un jove de províncies, que abandona el camp per anar a la gran ciutat de Nova York, amb la finalitat de continuar els seus estudis a la universitat. El seu estil camperol, el seu aire idiota, la seva ingenuïtat i la necessitat d'estudiar per conservar la seva borsa d'estudi, atreuen les burles dels seus tres collogaters, petits fills de rics, que consideren la facultat com un lloc de festes i de disbauxa. Un dia, en el curs de literatura, coneix Dora Diamond, estudiant que manté una complicada relació  amb el professor d'aquest curs, Mr Alcott, i que l'ha obligat a buscar un treball, després haver perdut la seva feina precedent com a cambrera en un local de strip-tease, per poder continuar finançant els seus estudis. Seduït per Dora, Paul intenta treure's la seva imatge de perdedor per conquerir-la.

## Repartiment
- Jason Biggs: Paul Tannek
- Mena Suvari: Dora Diamond
- Zak Orth: Adam
- Thomas Sadoski: Chris
- Jimmi Simpson: Noah
- Greg Kinnear: Professor Edward Alcott
- Dan Aykroyd: Mr Tanneck
- Twink Caplan: Gena
- Robert Miano: Victor
- Mollie Israel: Annie, Chris' Girl
- Colleen Camp: Homeless Woman
- Andy Dick: Ofici Clerk
- Steven Wright: Pantie Bar Man
- Brian Backer: Doctor a E.R.
- Meredith Scott Lynn: Dog Loving Girl
- David Spade: Empleat del videoclub